# 王家瑞
王家瑞（1949年9月—），河北秦皇島人，中国共产黨、中华人民共和国政治人物，原副国级领导人。吉林大学经济管理系国民经济管理专业、复旦大學研究生院經濟管理專業畢業，在職研究生學歷，经济学博士，高级经济师，教授，博士生导师。曾任中共中央对外联络部部长、中国宋庆龄基金会主席、第十二届全国政协副主席，现任中国福利会主席。

## 生平
1970年6月參加工作，任吉林省長春市郵局投遞員、會計。1972年4月，在上海海運學院遠洋运输系國際郵政英語班學習。1973年10月加入中國共產黨，任長春市郵局國際聯郵員。1974年4月，任長春市郵局副科長。1976年9月，任吉林省郵電管理局郵政處負責人。1978年4月，任吉林省郵電管理局郵政處報刊發行科副科長。1980年11月，任吉林省郵電管理局郵政處副處長。1982年4月，任長春市郵政局副局長。1985年10月，任郵電部報刊發行局副局長、局長(1983年9月至1987年7月，吉林大學經濟管理系國民經濟管理專業在職研究生)。
1992年7月，任國務院經濟貿易辦公室商業司副司長。1993年6月，任國家經濟貿易委員會綜合司副司長（1988年9月至1994年12月吉林大學經濟管理學院在職研究生，獲碩士、博士學位）。1994年12月，任國家經濟貿易委員會市場流通司司長。
1995年8月，任中共山東省青島市委常委。1995年9月，任中共青島市委常委、青島市副市長（其間：1995年9月至1997年12月在復旦大學管理學院產業經濟博士後流動站從事在職研究工作）。1997年12月，任中共青島市委副書記、青島市副市長。1998年2月，任中共青島市委副書記、青島市市長(其間：2000年3月至5月在中共中央黨校進修一班學習)。
2000年9月，任中共中央对外联络部副部長。2003年3月，任中共中央對外聯絡部部長。
2013年3月，任第十二届全国政协副主席。2016年11月，当选中国宋庆龄基金会理事会主席。
2017年9月，当选中国福利会主席。
中共第十六届中央候补委员，第十七届、十八届中央委員。